# Каменка (приток Яхромы)
Каменка — река в Московской области России, левый приток Яхромы.
Протекает в юго-восточном направлении по территории Дмитровского района. Длина — 8,6 км, площадь водосборного бассейна — 40,3 км².
Берёт начало западнее города Яхромы, впадает в Яхрому в 51 км от её устья, ниже находящихся на берегах реки деревень Животино и Круглино. Имеет правый приток — реку Рокшу.
Питание в основном происходит за счёт талых снеговых вод. Замерзает обычно в середине ноября, вскрывается в середине апреля.